# Ведучи
Ве́дучи (чечен. Виедача, Хьачара) — село в Итум-Калинском районе Чеченской Республики. Административный центр Ведучинского сельского поселения. Родовое село тайпа Хачарой (чечен. Хьачрой).
Вблизи села Ведучи на северных склонах хребта Данедук построен горнолыжный комплекс. В 2019 году в рамках развития горнолыжного курорта «Ведучи» анонсировано строительство самой длинной в мире канатной дороги.

## География

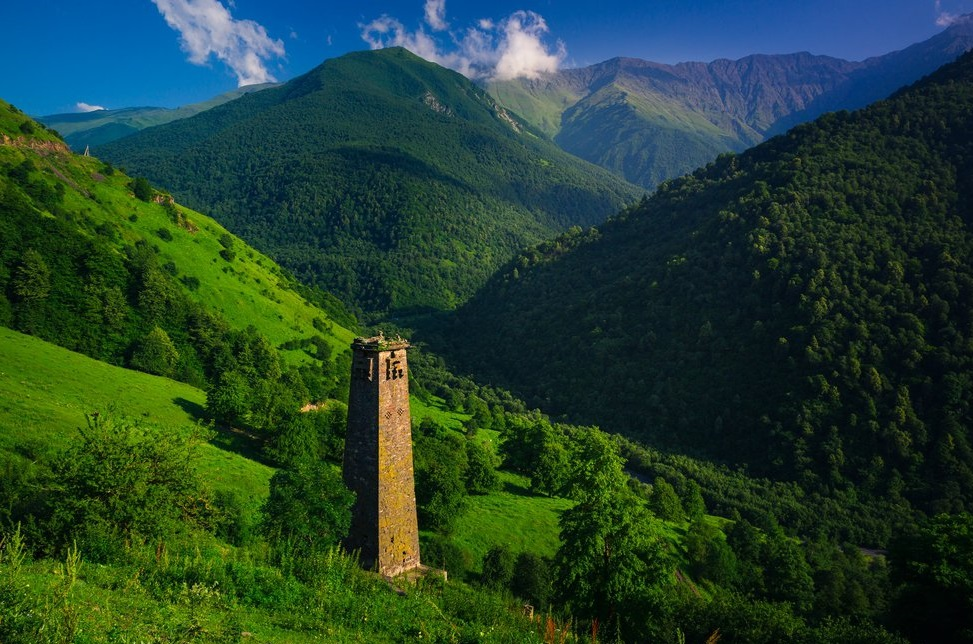
Средневековая башня в Ведучи

Ведучинское сельское поселение на карте Итум-Калинского района

Расположено на правом склоне ущелья реки Хочаройахк, в 6 к юго-востоку от районного центра Итум-Кали.
Ближайшие населённые пункты: на севере — сёла Кокадой и Конжухой, на северо-западе — сёла Хачарой-Эхк и Тусхарой, на северо-востоке — село Тазбичи.
В черту села вошёл аул Колходой, село Пёлагошки. К востоку находится урочище Автинбоуль.

## История

### Эпоха средневековья
В подземном склепе, разрушенном при строительстве опоры ЛЭП, были обнаружена монета середины VIII века.

### XX век
В 1944 году коренное население ЧИ АССР было выселено. После восстановления ЧИ АССР чеченцам было запрещено возвращаться в свои исконные районы: Галанчожский, Шатойский и Итум-Калинский.

## Население
| 1990 | 2002 | 2010 | 2012 | 2013 | 2014 | 2015 |
| ---- | ---- | ---- | ---- | ---- | ---- | ---- |
| 143  | ↗375 | ↗384 | ↗411 | ↗431 | ↗455 | ↗471 |
| 2016 | 2017 | 2018 | 2019 | 2020 | 2021 | 2023 |
| ↗484 | ↗490 | ↗491 | ↗498 | ↘494 | ↗578 | ↗584 |
| 2024 |      |      |      |      |      |      |
| ↗592 |      |      |      |      |      |      |

## Инфраструктура
- Всесезонный курорт «Ведучи».
- Ведучинская муниципальная основная общеобразовательная школа[27].
- Сельская мечеть.